# Cristaserolis similis
Cristaserolis similis is een pissebed uit de familie Serolidae. De wetenschappelijke naam van de soort is voor het eerst geldig gepubliceerd in 1974 door Moreira.